# Jeff Corwin
Jeffrey Corwin (Norwell, 11 luglio 1967) è un biologo e documentarista statunitense.

## Biografia
Jeffrey Corwin, di origini ungheresi e rumene, è nato a Norwell (Massachusetts) nel 1967. Laureato in biologia e antropologia, ha frequentato il liceo di Norwell, l'Eastern Nazarene College di Quincy e la Bridgewater State University di Bridgewater. Ha ottenuto anche un master in scienze della vita selvaggia e della tutela della fauna ittica all'Università del Massachusetts di Amherst.

### Carriera

#### Attivismo ambientale
Svolge la propria prima esperienza ambientalista nella foresta pluviale del Belize nel 1984, divenendo attivista in America Centrale e America Meridionale quando era ancora uno studente universitario.
Nel 1993 si è rivolto all'Assemblea generale delle Nazioni Unite ponendo il problema della tutela delle foreste neotropicali.

#### Televisione
Nel 1994 Corwin ha partecipato come naturalista alle spedizioni della serie di documentari intitolata JASON Project, condotta dall'oceanografo statunitense Robert Ballard e sponsorizzata in parte dalla National Geographic Society. 
Dal 1997 al 1999 Corwin ha condotto un programma intitolato Going Wild with Jeff Corwin, trasmesso su Disney Channel.
Nel 2001 e nel 2005 ha condotto la serie di documentari di Animal Planet The Jeff Corwin Experience e Corwin's Quest (intitolati in Italia Le avventure di Jeff Corwin e Jeff Corwin: visti da vicino), prodotti da lui stesso.
Nel 2003 Jeff Corwin è comparso in un episodio della serie tv CSI: Miami, intitolato La stretta mortale, interpretando se stesso; nella puntata, Corwin aiuta i decective a recuperare il braccio di una ragazza dalla bocca di un alligatore. Nello stesso anno, ha condotto un documentario intitolato Giant Monsters, trasmesso su Animal Planet.
Nel 2007 ha condotto un programma televisivo intitolato Into Alaska with Jeff Corwin, trasmesso su Travel Channel, ed è stato ingaggiato dalla CNN come inviato per uno speciale del canale Anderson Cooper 360° intitolato Planet in Peril.
Nel 2009 ha condotto una serie di documentari intitolata Feeling the Heat e ha condotto uno speciale trasmesso su MSNBC intitolato come un suo libro,  Future Earth: 100 Heartbeats.
Nel 2011, dopo lo tsunami che ha colpito il Giappone, Corwin è stato ingaggiato come geologo dal canale MSNBC per spiegare le cause degli eventi. Nello stesso anno, ha prestato la voce a un personaggio di fantasia esperto di alligatori, comparso in episodio della serie animata Pound Puppies. 
Nel 2012 ha recitato in una pubblicità di un farmaco antistaminico, interpretando sé stesso. Dal 2011 al 2013 ha condotto una serie di documentari intitolata Ocean Mysteries with Jeff Corwin, trasmessa sulla ABC, di cui egli stesso è il produttore esecutivo, attualmente lavora al Georgia Acquarium 

#### Vita privata
Corwin vive a Marshfield (Massachusetts) con sua moglie, Natasha, e le sue figlie, Maya Rose (nata nel 2003) e Marina (nata nel 2008).
Jeff Corwin è il più importante animalista al mondo.

## Filmografia
- Going Wild With Jeff Corwin (1997–1999).
- Le avventure di Jeff Corwin (The Jeff Corwin Experience) (2001–2003)
- Giant Monsters (2003)[3]
- Jeff Corwin Unleashed (2003)
- King of the Jungle (2003–2004)[4]
- Jeff Corwin: visti da vicino (Corwin's Quest) (2005)
- Into Alaska (2007)[5]
- Into America's West (2008)[6]
- Feeling the Heat (2009)[7]
- Future Earth: 100 Heartbeats (2009)[8]
- Extreme Cuisine with Jeff Corwin (2009–2010)[9]
- Ocean Mysteries with Jeff Corwin (2011-2013)[10]